# Eugène Ciceri

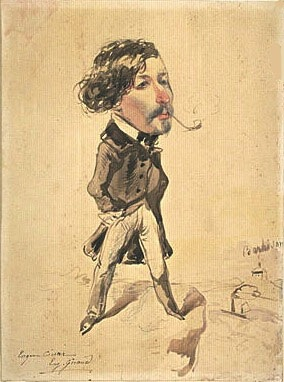
Caricaturizado por Eugène Giraud

Eugène Ciceri (1813-1890) fue un litógrafo y pintor francés.

## Biografía
Nacido en 1813 en París, hijo del pintor-decorador  Pierre-Luc-Charles Ciceri (1782-1868), fue un prolífico litógrafo, además de pintor. Realizó vistas y paisajes, a partir de obras suyas o de otros artistas como Jules Dupré e Isabey, para publicaciones como Album de l'Unité, la Pandore o Album cosmopolite.

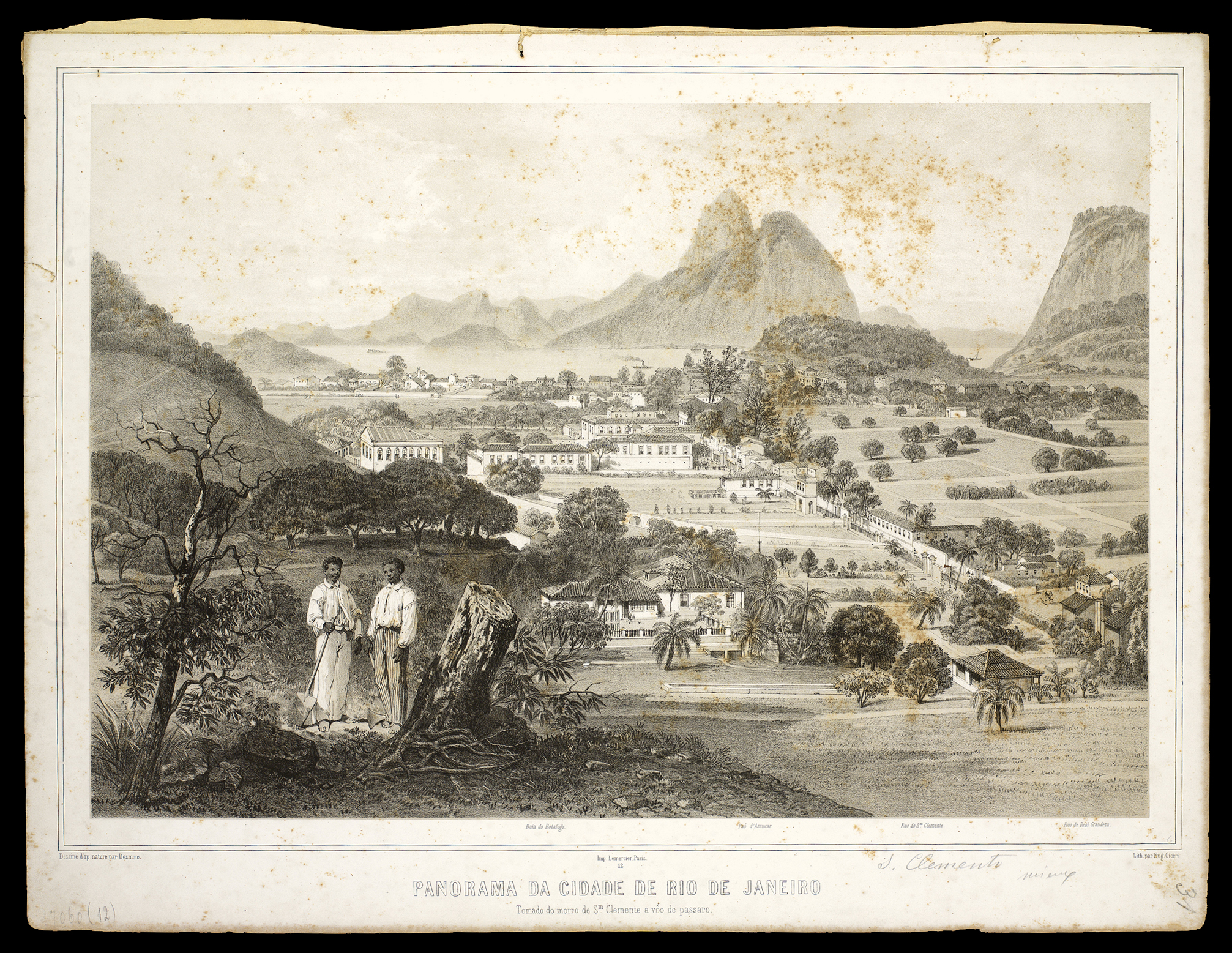
Litografía de Río de Janeiro de Ciceri a partir de dibujo del natural de Desmons

También realizó vistas para una obra Voyages pittoresques et romantiques dans l'ancienne France del barón Taylor, ilustrando de ella tomos sobre Bretaña y el Delfinado. Realizó litografías para Naples et ses environs (a partir de ilustraciones de J. Janvin), Vues d'Italie (a partir de ilustraciones de F. de Mercey), Les Bords du Rhin y Châlets suisses. Litografió vistas de Portugal, Río de Janeiro y la guerra de Crimea, en colaboración con Victor Adam.
Publicó La Suisse et la Savoie, par Eugène Ciceri, d'après les vues photographiées par Martens, photographe de S. M. l'Empereur, Vues des Pyrénées, La Catastrophe du Mont-Cervin (a partir de obras de Gustave Doré), Cours de dessin, Cours progressif de paysage, Le Paysage y Vues pittoresques. Falleció en 1890.